# Tschappina
Tschappina (toponimo tedesco; in romancio Tschupegna, in italiano Ciappina, desueto) è un comune svizzero di 137 abitanti del Canton Grigioni, nella regione Viamala.

## Geografia fisica
Tschappina è situata nello Heinzenberg, alla sinistra del Reno Posteriore; il punto più elevato del territorio è la cima del Piz Beverin (2 998 m s.l.m.), sul confine con Mathon.

## Monumenti e luoghi d'interesse
- Chiesa riformata di San Teodoro, attestata dal 1459[3].

## Società

### Evoluzione demografica
L'evoluzione demografica è riportata nella seguente tabella:
Abitanti censiti

### Lingue e dialetti
Già area di lingua romancia, è stata completamente germanizzata da coloni walser a partire dal XIV secolo.

## Geografia antropica

### Frazioni
Le frazioni di Tschappina sono:
- Inner Glas
- Ober Gmeind
- Ober-Tschappina
- Unter-Tschappina
- Usser Glas

## Economia

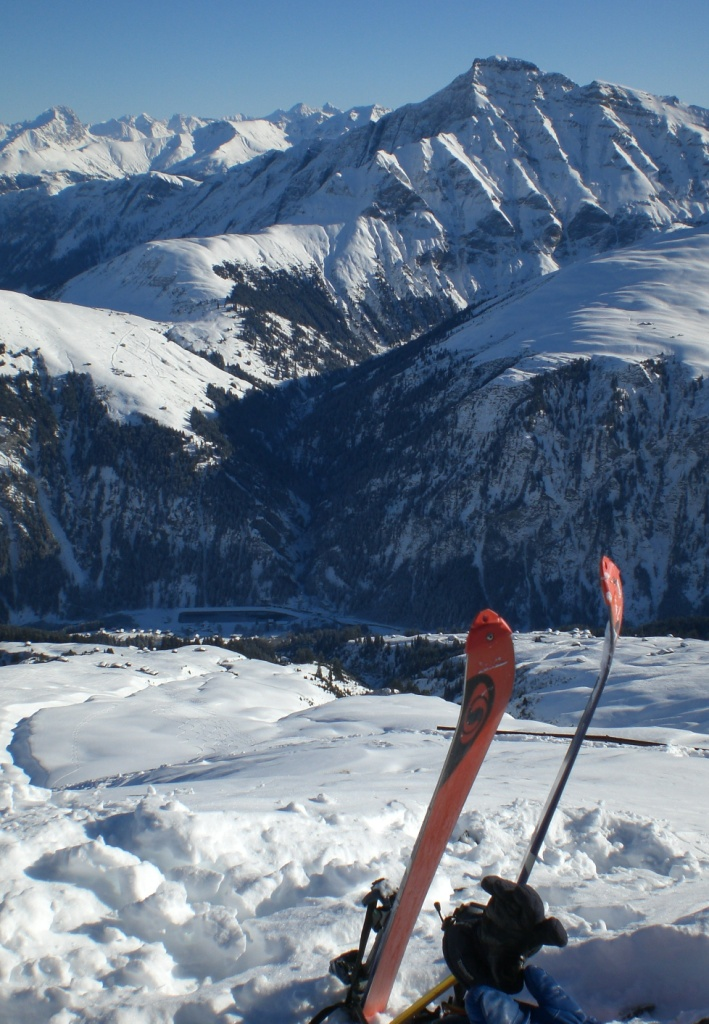
Piste sciistiche sul Piz Beverin

L'economia locale trae impulso principalmente dal settore primario; Tschappina è anche una piccola stazione sciistica sviluppatasi a partire dal 1958.

## Infrastrutture e trasporti
Tschappina dista 11 km dalla stazione ferroviaria di Thusis, 12 km dall'uscita autostradale di Thusis sud, sulla A13/E43, e 37 km da Coira.